# شیر چینه‌دان

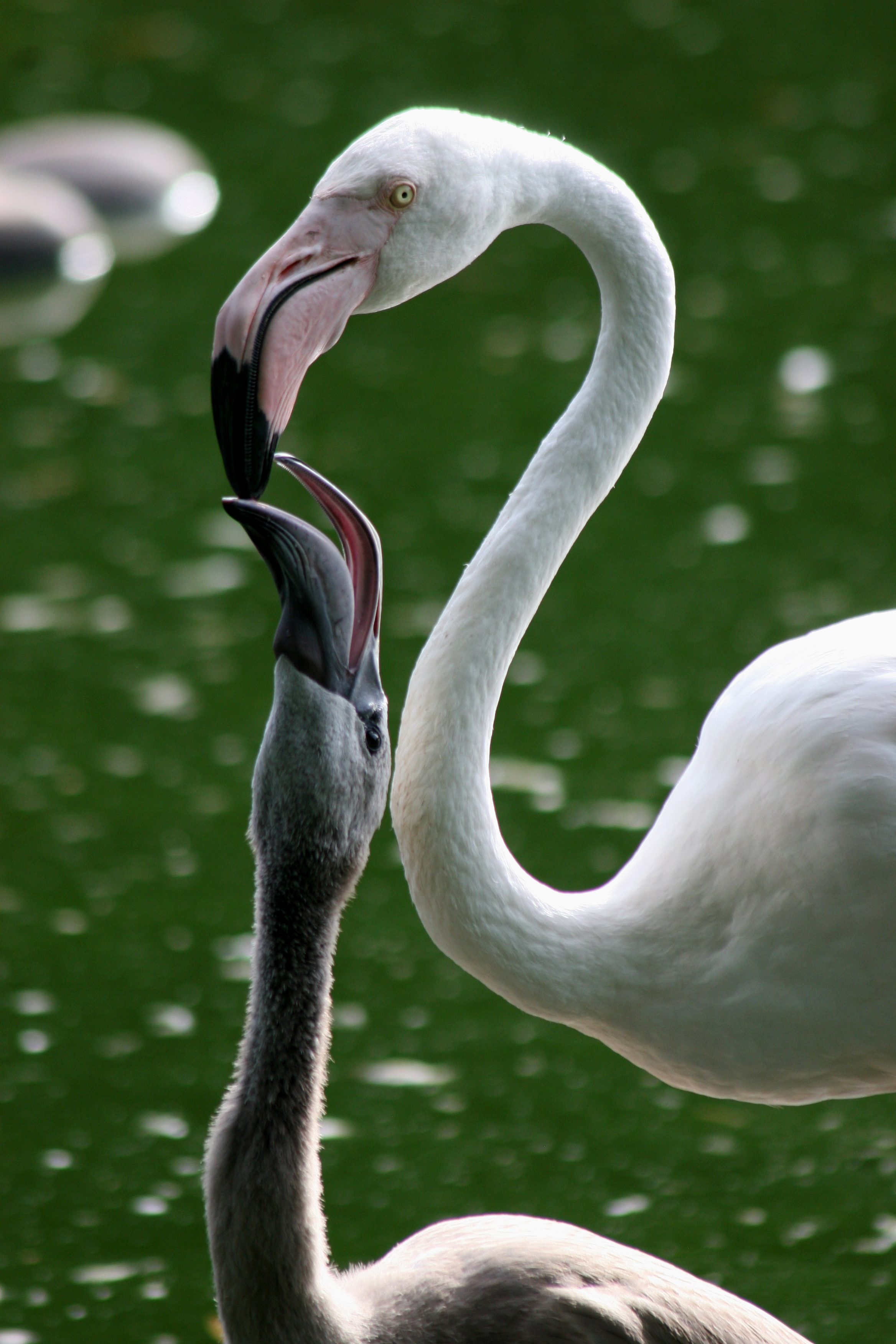
در باغ وحش بازل سوئیس یک فلامینگو با شیر چینه‌دان تغذیه می‌شود.

شیر چینه‌دان (به انگلیسی: Crop milk)، شیر تولید شده از ترشحات حاصل از لایهٔ پوشش داخلی چینه‌دان است که به منظور تغذیه به کام جوجه‌های جوان توسط والدین پرندگان بازگردانده (بالاآورده) می‌شود. این در میان تمام کبوتران و فاخته‌ها از جمله یاکریم دیده می‌شود که از آن به نام شیر کبوتر نیز اشاره شده‌است. غذای مشابهی به این شیر از مری فلامینگوها و برخی از پنگوئن‌ها نیز ترشح می‌شود.

## در مقایسه با شیر پستانداران
شیر چینه‌دان شباهت جسمی کمی با شیر پستانداران دارد و مادهٔ نیمه جامدی است که تقریباً مانند پنیر کوتاژ زرد کم‌رنگ است. از نظر پروتئین و چربی بسیار غنی و حاوی اندازه‌های بالاتری از این مواد نسبت به شیر گاو یا انسان است. همچنین نشان داده شده که این شیر حاوی آنتی‌اکسیدان‌ها و عوامل تقویت کننده سیستم ایمنی نیز هست. مانند شیر پستانداران، شیر چینه‌دان حاوی آنتی‌بادی (پادتن A) و همچنین حاوی برخی باکتری‌ها است. بر خلاف شیر پستانداران، که یک امولسیون است، شیر کبوتر خانگی از تعلیق یاخته‌های سرشار از پروتئین و چربی تشکیل شده که باعث تقویت آن و نچسبیدن به پوشش داخلی چینه‌دان می‌شوند. شیردهی در پرندگان نیز توسط هورمون پرولاکتین کنترل می‌شود؛ همان هورمونی که باعث شیردهی در پستانداران می‌شود.

## تغذیهٔ جوجه‌ها
در کبوتر این شیر چند روز مانده به از تخم خارج‌شدن جوجه‌ها، شروع به تولید شدن می‌کند. در کبوتران و کبوتران یاکریم والدین در این مرحله ممکن است از غذا خوردن خودداری کنند تا شیر چینه‌دان آن‌ها به دانه‌ها و بذرهایی که جوجه‌ها قادر به هضم آن نیستند آغشته نشود.